# 조셉 고든-레빗의 69 채널
《조셉 고든-레빗의 69 채널》(Elektra Luxx)은 2010년 개봉한 미국의 코미디 영화이다.
2011년 2월 28일 영국 TV에 방영되었다.

## 줄거리
임신한 포르노 스타 일렉트라 럭스는 생활비를 벌기 위해 주부들에게 성 교육 강좌를 진행한다. 그러던 중 과거와 연관된 승무원이 그녀에게 부탁을 하면서 일렉트라의 삶은 혼란에 빠진다. 약혼자들, 사립 탐정, 쌍둥이 자매, 심지어 성모 마리아까지 등장하여 예상치 못한 일련의 결정과 깨달음을 마주하게 된다. 영화는 일렉트라의 은퇴작이자 스파게티 웨스턴 패러디인 '심지어 역 카우걸도 블루스를 느낀다'(Even Reverse Cowgirls Get the Blues)의 예고편으로 마무리된다.

## 캐스팅
- 칼라 구기노 - Elektra Luxx / Elektra's twin Celia
- 티머시 올리팬트 - Del
- 조셉 고든 레빗 - Bert Rodriguez
- 말린 오커만 - Trixie
- 에이드리언 팰리키 - Holly Rocket
- 에마 벨 - Eleanore Linbrook
- 이매뉴엘 슈리키 - Bambi
- 말리 셸턴 - Cora
- 조시 브롤린 - Nick Chapel
- 캐슬린 퀸란 - Rebecca Linbrook
- 크리스틴 레이킨 - Venus Azucar